# Mercedes-Benz EQV
Mercedes-Benz EQV — серия люксовых электро-аккумуляторных минивэнов, выпускаемая суббрендом Mercedes-EQ с 2019 года. Впервые был представлен в 2019 году на автопремьере во Франкфурте.
Источником энергии является водоохлаждаемый литий-ионный аккумулятор полезной ёмкостью 90 кВт·ч.

## История
EQV был представлен на Франкфуртском автосалоне. Он построен на базе V-класса суббрендом Mercedes-EQ. В отличие от собрата по платформе, EQV — аккумуляторный электромобиль-минивэн. Серийное производство началось в 2019 году. Производство было налажено в Испании, на одном заводе с Mercedes-Benz V-класс.